# Кобилянка (Мазовецьке воєводство)
Кобилянка (пол. Kobylanka) — село в Польщі, у гміні Добре Мінського повіту Мазовецького воєводства.
Населення — 86 осіб (2011).
У 1975-1998 роках село належало до Седлецького воєводства.

## Демографія
Демографічна структура станом на 31 березня 2011 року:
|          | Загалом | Допрацездатний вік | Працездатний вік | Постпрацездатний вік |
| -------- | ------- | ------------------ | ---------------- | -------------------- |
| Чоловіки | 48      | 8                  | 34               | 6                    |
| Жінки    | 38      | 6                  | 21               | 11                   |
| Разом    | 86      | 14                 | 55               | 17                   |